# Соколовка (Первомайский район)
Соколовка (укр. Соколівка) — село в Первомайском районе Николаевской области Украины.
Население по переписи 2001 года составляло 219 человек. Почтовый индекс — 55270. Телефонный код — 5161.

## Местный совет
55270, Николаевская область, Первомайский р-н, с. Романова Балка

## Известные жители и уроженцы
- Кулик, Надежда Михайловна (1914—1964) — Герой Социалистического Труда.